# Crist
Crist – polska stocznia z siedzibą w porcie morskim w Gdyni. Jest jedną z największych prywatnych stoczni w Polsce. Nazwa pochodzi od imion twórców przedsiębiorstwa: Krzysztofa Kulczyckiego, Ireneusza Ćwirko, Andrzeja Szwarca i Józefa Tymuły. Stocznia zajmuje się budowlą statków, konstrukcji offshore, remontami i konstrukcją wielkogabarytowych konstrukcji stalowych.
Stocznia posiada suwnicę bramową nad dokiem o wysokości ponad 100 m i o udźwigu 1000 ton. Jest to najwyższe urządzenie tego typu w rejonie Morza Bałtyckiego.
Prezesem zarządu od 2017 roku jest Ireneusz Ćwirko.

## Zbudowane konstrukcje
Stocznia zbudowała do końca 2024 łącznie 334 statki, inne konstrukcje lub wykonała remonty (122 pomiędzy 2024 i 2010 i 212 pomiędzy 1990 i 2009).
Przykładowe zrealizowane projekty:

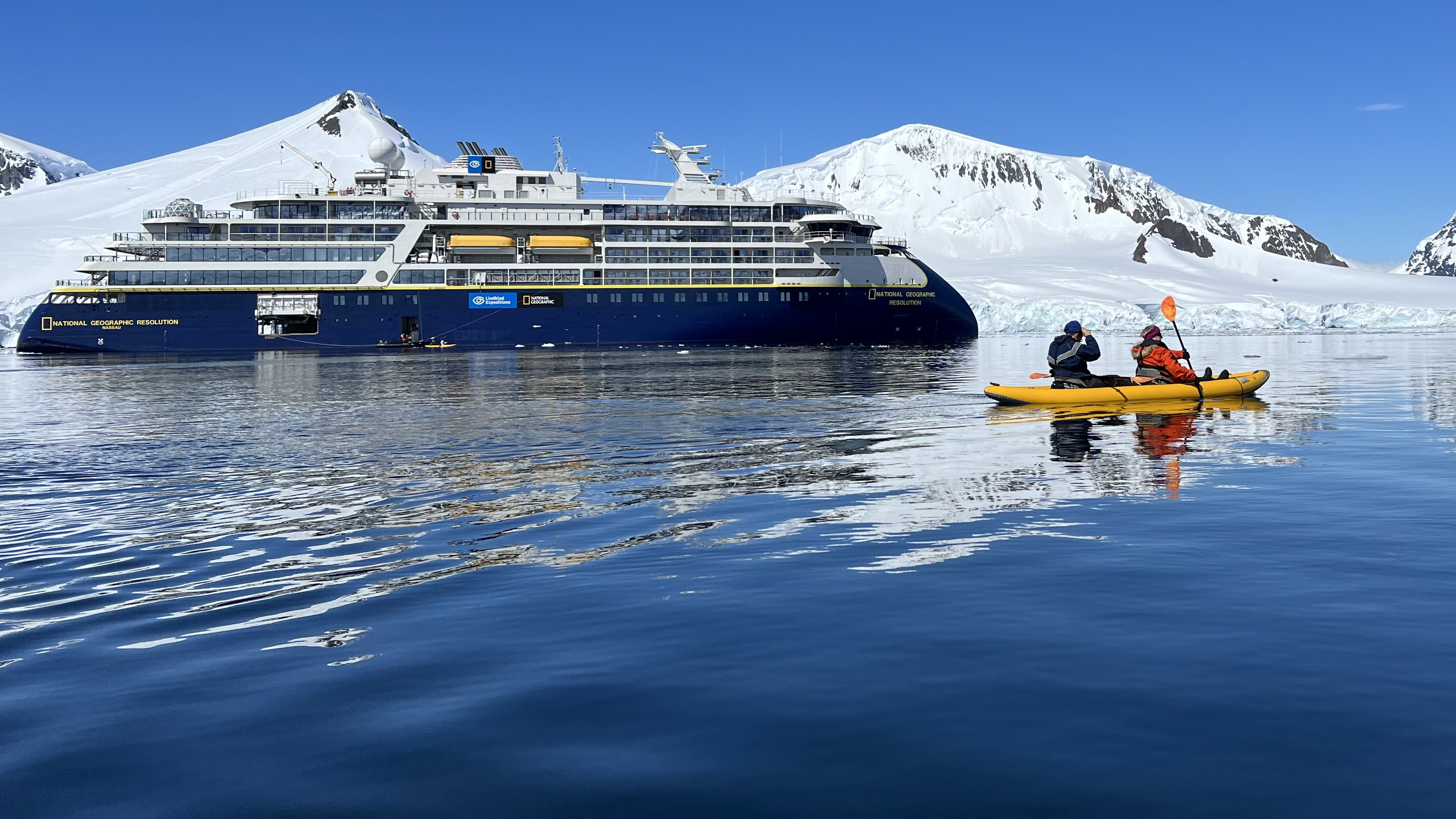
Statek National Geographic Resolution

- Pontony NB131 i NB100 do budowy tunelu pod Bełtem Fehmarn[9][10]
- Kadłuby statków National Geographic Resolution i Endurance – operowane przez Lindblad Expeditions(inne języki) polarne statki ekspedycyjne[11][12]
- Kadłub kablowca Nexans Aurora(inne języki) – 149 metrowa jednostka do kładzenia kabli światłowodowych[13]
- HLJV Innovation – 147m m jednostka do instalacji i obsługi morskich farm wiatrowych[14]
- Most Brdowski
- MS Color Hybrid

## Historia
Spółka rozpoczęła działalność 9 października 1990. Początkowo działała jako niewielki zakład, koncentrując się głównie na remontach statków i produkcji mniejszych konstrukcji stalowych.
W 2010 roku, po ogłoszeniu upadłości przez Stocznię Gdynia, Crist zakupił suchy doku SD II oraz obsługujący go suwnicę bramową za ok. 175 mln zł. Finansowanie zakupy zostało wsparte przez Agencję Rozwoju Przemysłu kwotą 150 mln zł.
W 2013 roku fundusz MARS FIZ zakupił 29% akcji stoczni.

## Zarządzanie
Stocznia na rok 2025 zatrudnia około 1500 osób. Na 2023 rok, wartość aktyw szacowana jest na 991 mln zł.
Przychody spółki:
| Rok  | Przychód          | Wynik netto     |
| ---- | ----------------- | --------------- |
| 2018 | 476 mln zł        | 6,9 mln zł      |
| 2019 | 437,9 mln zł      | 8,90 mln zł     |
| 2020 | 380 857 556,05 zł | 526 985,04 zł   |
| 2021 | 450 007 313,33 zł | 2 751 690,11 zł |
| 2022 | 597 640 267,25 zł | 3 065 712,07 zł |
| 2023 | 689 331 677,65 zł | 7 127 100,77 zł |
| 2024 | 800 mln zł        |                 |